# Língua tobiana
Tobiano (ramarih Hatohobei, literalmente "a língua de Tobi") é a língua de Tobi, uma das Ilhas Sudoeste de Palau e a ilha principal do estado Hatohobei O Tobiano é falado por aproximadamente 150 pessoas. Os palestrantes estão localizados na ilha de Tobi ou em Echang, uma aldeia de Koror, antiga capital de Palau. Tobiano e Sonsorolês são muito próximos e parecem estar se fundindo gradualmente em direção a um novo dialeto chamado "echangês". No início do século 20, cerca de 1000 pessoas viviam na ilha. Pouco antes e durante a Primeira Guerra Mundial, esses números caíram severamente devido a uma disseminação de doenças.    

## Classificação
Tobiano e os dialetos de Sonsorol, Merir e Pulo Ana, as outras ilhas habitadas do sudoeste, estão intimamente relacionados aos idiomas falados nas ilhas exteriores aos Estados Federados da Micronésia, Yap e Truk Lagoon. Esses incluem Ulithi e as Carolinas Centrais. No total essas línguas formam um subgrupo dentro das línguas da Micronésia. Os nomes desses dialetos são os termos geralmente usados em termos europeus. Abaixo estão os nomes nativos em comparação com os nomes comuns: 
| Nome comum    | Nome nativo |
| ------------- | ----------- |
| Sonsorol      | Doŋo′sa:ru  |
| Pul, Pulo Ana | Pu:r        |
| Merir         | Me′lel      |
| Tobi          | Torovei     |

Tobiano é base do pidgin local.

## Exemplos
- animal =  mar
- coqueiro =  ruh
- adeus =  sabuho
- idioma =  ramarih
- soldierfish =  vermelho

### Numeração
- um =  sewo
- dois =  huwou
- três =  soruo
- quatro =  fauwo

Essa é apenas a contagem base. Existem numerais diferentes para muitos objetos diferentes.

## Fonologia

### Vogais
|                | Anterior | Central | Posterior |
| -------------- | -------- | ------- | --------- |
| Fechado aberto | i i̯      | ɨ ʉ     | u u̯       |
| Medial aberto  | e e̯      | ø œ     | o o̯       |
| Aberto aberto  | ã a      |         |           |

"œ" é usado raramente e soa semelhante ao francês "eu", mas os lábios não se arredondam no final do som e têm um significado crítico nas palavras. Existe uma vogal baixa central que soa como "u" em "mas", mas não possui valor semântico e sua ocorrência é muito rara.

### Ditongos
Existem muitos ditongos em Tobiano e, segundo Capell, "vários deles são difíceis para os europeus".
äe - como em - mäe: fruta-pão
mulher: mulher
aḛ wa′ŋaḛt: então
ai maik: espadarte
a: i ms: il, decoração na testa
ao̯ wao̯: top
au jaú: agulha, sauruai: meu amigo
a: u sa: u: peça
ei lei: agente de ação
oo woʉ: em vez de casa
øi røi: óleo de coco
ʉʉ Pannøʉ: Palau

### Homônimos
Como a maioria das outras línguas, Tobiano tem exemplos de homônimos, mas eles não são tão abundantes. Os significados podem variar apenas no comprimento da vogal. Também pequenas diferenças nos sons podem produzir grandes diferenças nos significados. Por exemplo, a diferença entre consoantes sem voz (f) e voz (v) é importante, mas há muitas exceções em que isso não afeta o significado.
1.øŋa 1. mastigar noz de bétele 2. um pedaço de pau usado na tecelagem
ʉl            1. a lobster                  2. Puxar, arrastar
taitai        1. Se destacar, preceder    2. barbear 

###### Diferenças de som
mäk: tatuagem: tatuagem - em comparação com  -ma: tipo de decoração
′ Pannʉ: folha de coco       Pannøʉ: Palau
eu sou: meu nome       eu sou: quem?
teiføʉ: thirsty     taivøʉ: novo
øs: tired            o̯s: glande do pênis

###### Tonicidade
Tobiano utiliza acentos ou tons de tonicidade. Comparado com os outros dialetos, usa menos tom. Não é um idioma tonal porque o tom não altera o significado da palavra. Embora não seja tonal, o discurso possui uma grande variedade de variações de tons que parecem ser emocionais e não linguísticos e mostram ênfase ou outros componentes semânticos. Acentos de tonicidade são usados, mas não tanto quanto inglês ou russo. No passado, as marcas de tonicidade normalmente eram colocadas na última sílaba das palavras. No presente, essas marcas podem ser colocadas na última sílaba ou na penúltima sílaba.
1. Acento na penúltima
2. Acento na sílaba final
3. Acento na antepenúltima
4. Tonicidade de sentenças
5. Harmonia vogal
6. Extensão da vogal

Vogais furtivas (vogais pouco ouvidas ou silenciosas)

### Consoantes
|             | Labial | Labio-dental | dental-aleveolar | palatal | velar |
| ----------- | ------ | ------------ | ---------------- | ------- | ----- |
| Plosiva     | p, b   |              | t, d             | c       | k, g  |
| Nasal       | m      |              | n                |         | ŋ     |
| Fricativa   |        | f, v         | s (z), o (ɵ)     | j       | x, y  |
| Lateral     |        |              | (l)              | (ɫ)     |       |
| Rolante     |        |              | r                |         |       |
| Continuante | w      |              |                  |         | (w)   |

## Amostra de texto
Etai sahah tepamu Meheouhemi nohar Etai fisiri hiheyar Ngatai manariuor Taifiti baotaparar Taimangau reni soube Etai saso tsanih 
Português 
Você não gosta de sua vida O oceano está brilhando e calmo Você nunca foi o pássaro "hiyahe" Nem qualquer pássaro do mar Não há cheiro em seus dedos, o cheiro dos pássaros do mar Você não recebe comida de "seriyout". Você não aprecia o sabor do peixe 